# Dingle (Iloilo)
Dingle is een gemeente in de Filipijnse provincie Iloilo op het eiland Panay. Bij de laatste census in 2010 telde de gemeente ruim 43 duizend inwoners.

## Geografie

### Bestuurlijke indeling
Dingle is onderverdeeld in de volgende 33 barangays:
| - Abangay - Agsalanan - Agtatacay - Alegria - Bongloy - Buenavista - Caguyuman - Calicuang - Camambugan - Dawis - Ginalinan Nuevo | - Ginalinan Viejo - Gutao - Ilajas - Libo-o - Licu-an - Lincud - Matangharon - Moroboro - Namatay - Nazuni - Pandan | - Poblacion - Potolan - San Jose - San Matias - Siniba-an - Tabugon - Tambunac - Tanghawan - Tiguib - Tinocuan - Tulatula-an |

## Demografie
Dingle had bij de census van 2010 een inwoneraantal van 43.290 mensen. Dit waren 2.462 mensen (6,0%) meer dan bij de vorige census van 2007. Ten opzichte van de census van 2000 was het aantal inwoners gegroeid met 4.979 mensen (13,0%). De gemiddelde jaarlijkse groei in die periode kwam daarmee uit op 1,23%, hetgeen lager was dan het landelijk jaarlijks gemiddelde over deze periode (1,90%).

De bevolkingsdichtheid van Dingle was ten tijde van de laatste census, met 43.290 inwoners op 98,37 km², 440,1 mensen per km².

## Geboren in Dingle
- Adriano Hernandez (8 september 1870), generaal en politicus (overleden 1925)
- Jose Palma (19 maart 1950), aartsbisschop van Palo en Cebu.